# 2014年ソチオリンピックのボスニア・ヘルツェゴビナ選手団
2014年ソチオリンピックのボスニア・ヘルツェゴビナ選手団（2014ねんソチオリンピックのボスニア・ヘルツェゴビナせんしゅだん）は、2014年2月7日から23日までロシアのソチで開催されたソチオリンピックボスニア・ヘルツェゴビナ選手団の名簿。

## 選手団
- 人員: 選手 5人
- 開会式旗手: ザナ・ノヴァコヴィッチ

## アルペンスキー
- イゴル・ライケルト

男子複合 (27位、2:55.70)
男子滑降 (44位、2:15.07)
男子大回転 (途中棄権)
男子回転 (途中棄権)
男子スーパー大回転 (50位、1:24.20)
- マルコ・ルーディッチ

男子大回転 (49位、2:59.95)
男子回転 (途中棄権)
- ザナ・ノヴァコヴィッチ

女子大回転 (37位、2:47.78)
女子回転 (26位、1:55.99)

## バイアスロン
- ターニャ・カリシク

女子7.5kmスプリント (78位、25:06.8)
女子15km個人 (途中棄権)

## クロスカントリースキー
- ムラーデン・プラカロヴィッチ

男子50kmフリー (途中棄権)
男子スプリント (予選敗退、82位、4:40.64)
- ターニャ・カリシク

女子10kmクラシカル (72位、41:34.6)